# 渡辺吉鎔
渡辺 吉鎔（わたなべ きるよん、朝: 와타나베 기루욘, 1944年 - ）は、韓国および日本の社会学者・言語学者。慶應義塾大学名誉教授。専攻は文化社会学および言語社会学。

## 来歴
日本統治時代の朝鮮・京城（現在の韓国ソウル市）生まれ。1964年、梨花女子大学1年修了後、日本に留学、1968年、慶應義塾大学文学部卒業。1971年、米国カリフォルニア大学修士課程修了。
韓国語学習に関する著作も多く、1987～88、91～96年にはNHKラジオ『ハングル講座』講師をつとめている。日本人と結婚し、日本国籍を取得した。

## 著書

### 単著
- 『はじめての朝鮮語　隣国を知るために』（講談社［講談社現代新書］、1983年）
- 『はじめてのハングルレッスン』（講談社、1986年）
- 『使いこなすハングルレッスン』（講談社、1987年）
- 『基礎ハングル読本　「読む」から「話す」へ』（日本放送出版協会、1988年）
- 『韓国言語風景　揺らぐ文化・変わる社会』（岩波書店［岩波新書］、1996年）

### 共著
- 『朝鮮語のすすめ　日本語からの視点』（講談社［講談社現代新書］、1981年）鈴木孝夫との共著
- 『日韓ソウルの友情――理解への道 PART2　日韓座談会』（読売新聞社、1985年）司馬遼太郎、田中明、鮮于煇、千寛宇、金聲翰との共著
  - 文庫版『日韓ソウルの友情――座談会』（中央公論社［中公文庫］、1988年）

### 翻訳
- J.M.ロバーツ『図説・世界の歴史 ３　ギリシア・ローマの遺産』（小峰書店、1982年）小川英雄との共訳